# بو سژور (منیتوبا)
بو سژور (به انگلیسی: Beausejour) یک شهرک در کانادا است که در منیوبا واقع شده‌است. بو سژور ۵٫۳۵ کیلومتر مربع مساحت و ۳٬۱۲۶ نفر جمعیت دارد و ۲۵۱٫۲ متر بالاتر از سطح دریا واقع شده‌است.